# Chez les passants
Chez les passants d'Auguste de Villiers de l'Isle-Adam est un recueil posthume de fantaisies, pamphlets et souvenirs paru en 1890.

## Le recueil
En 1888, Auguste de Villiers de L'Isle-Adam prévoit de publier un volume de « fantaisies, pamphlets et souvenirs ». Après la mort de Villiers le 19 août 1889, J-K Huysmans, co-exécuteur testamentaire avec Mallarmé, se chargera de l'édition du recueil qui sortira des presses le 14 février 1890 sous le titre de  Chez les passants.

## Le contenu
- L'Étonnant Couple Moutonnet
- Une soirée chez Nina de Villard
- Notre Seigneur Jésus-Christ sur les planches
- Souvenir
- Hamlet
- Augusta Holmès
- Lettre sur un livre
- La Suggestion devant la loi
- Le Réalisme dans la peine de mort
- Le Candidat
- Peintures décoratives du foyer de l'Opéra
- La Tentation de saint Antoine
- Le Cas extraordinaire de M. Francisque Sarcey
- Le Socle de la statue
- La Couronne présidentielle
- Au gendre insigne
- L'Avertissement

## Éditions
- 1890 - Chez les passants, Comptoir d'édition à Paris.
- 1914 et 1923 - Chez les passants chez Crès et Cie.
- 1986 - Chez les passants, in "Villiers de L'Isle-Adam Œuvres complètes", Tome II (1780 pages), Gallimard (avril 1986), Bibliothèque de la Pléiade, Édition établie par Alan Raitt et Pierre-Georges Castex, avec la collaboration de Jean-Marie Bellefroid,  (ISBN 2-07-011100-8)